# Bataille de Las Piedras
Guerres d'indépendance en Amérique du Sud
Batailles
- Suipacha
- Las Piedras
- Huaqui
- Tucumán
- Cerrito
- Salta
- Campagne Admirable
- Ayohuma
- Buceo
- La Puerta (1814)
- Rancagua
- Sipe-Sipe
- Carthagène
- Chacabuco
- La Puerta (1818)
- Maipú
- Vargas
- Boyacá
- Valdivia
- Carabobo
- Yaguachi
- Pichincha
- Lac Maracaibo
- Junín
- Ayacucho

La bataille de Las Piedras fut livrée le 18 mai 1811 lors de la guerre d'indépendance de l'Uruguay, alors appelée la Bande Orientale, pour se libérer de l'emprise de l'empire colonial espagnol.
Ce fut la première victoire importante des forces indépendantistes menées par le général José Gervasio Artigas contre les Espagnols. La bataille eut lieu à San Isidro de Las Piedras, dans la périphérie de Montevideo : Artigas, à la tête d'une armée de 1 000 hommes, y défit les 1 230 soldats de Posadas. À l'issue de la bataille, 200 de ces derniers se rallièrent aux troupes orientales.

## Les origines
L'intention des patriotes étaient de monter sur Montevideo et de mettre le siège à la ville.
Le vice-roi Francisco Javier de Elío, informé de ces plans, confia au capitaine de frégate José Posadas (es) la mission de se porter à la rencontre de l'ennemi et de culbuter ses forces.

## Déroulement de la bataille

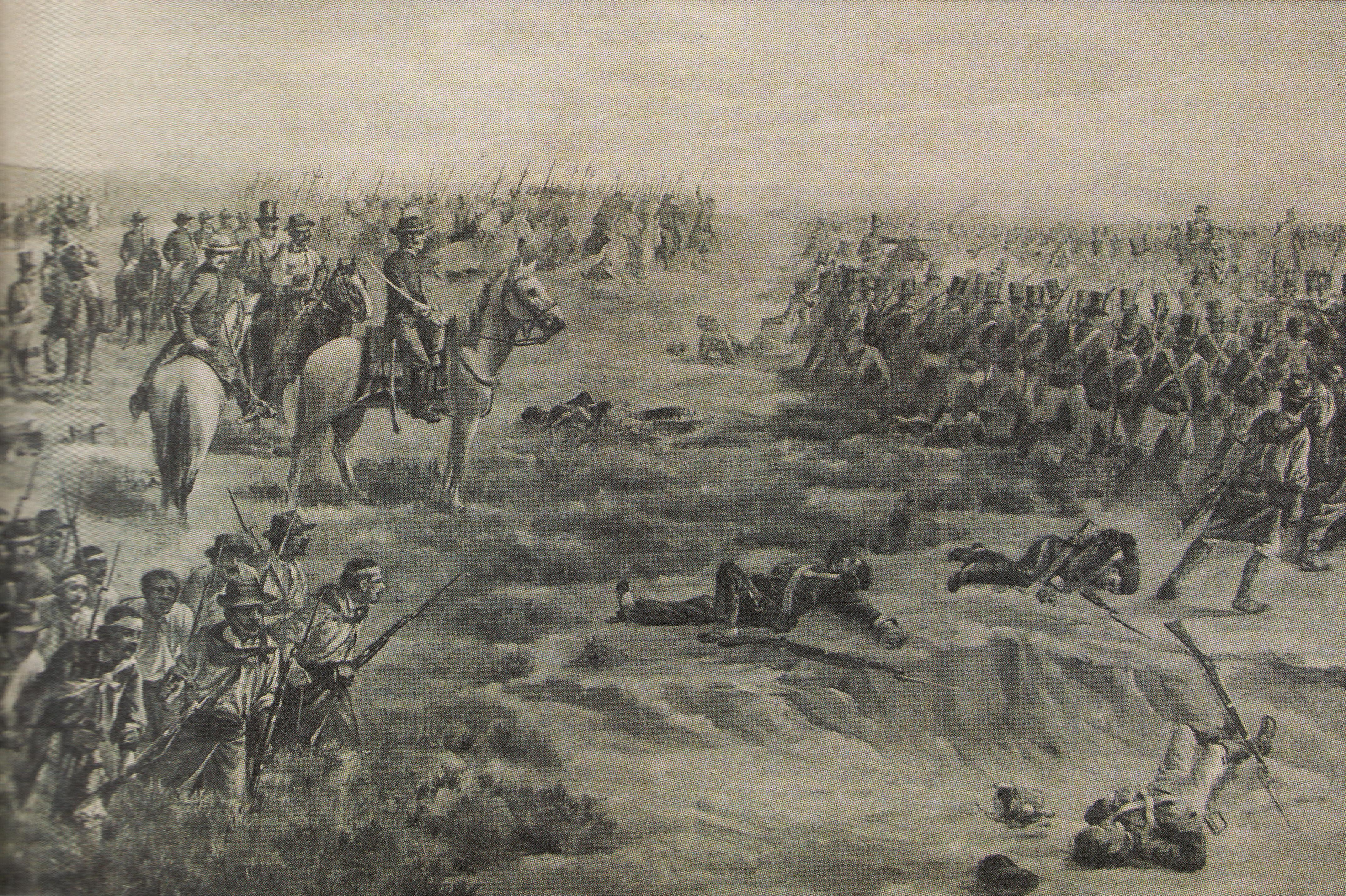
Bataille de Las Piedras.

Pour prendre rapidement le contrôle du pays, l'armée orientale s'était divisée en trois colonnes, l'une dirigée par José Artigas, la seconde par Venancio Benavidez (es) et la troisième par Manuel Francisco Artigas (es), c'est pour cette raison que les troupes indépendantistes n'arrivèrent pas du même endroit.
Pendant ce temps, José Posadas et ses hommes attendaient à Las Piedras l'arrivée des révolutionnaires.
Le 18 mai, les deux armées étaient face à face dans deux camps situés sur des collines hautes de 75 mètres, et les cavaleries ennemies ouvrirent les hostilités sur un terrain proche du camp d'Artigas. Dans le même temps, les royalistes s'avancèrent et prirent position sur une autre colline, plus haute puisque mesurant 82 mètres, afin de dominer le champ de bataille.
Mais quand les hommes de Posadas virent quatre colonnes commandées alors par Antonio Pérez pour la cavalerie sur le côté gauche, par Juan de León à droite et José Artigas au centre et enfin Manuel Francisco Artigas commencer à encercler la colline, ils comprirent qu'ils ne pourraient pas résister et décidèrent de se replier vers une troisième colline (mesurant 75 mètres), mieux protégée puisque bordée pour partie par une rivière.
L'étau se referma cependant sur cette colline et la bataille dura jusqu'au jour suivant à 11 heures, quand l'armée royaliste se rendit.
Pour signaler cette reddition, Posadas posa un petit tas de sable sur la colline et Artigas envoya le père Valentín Gómez aller chercher ce sable. Ce fut ce jour qu'il prononça la phrase « Clémence pour les vaincus » (Clemencia para los vencidos).

## Conséquences
Cette victoire fut la plus grande victoire d'Artigas et ses conséquences sont nombreuses :
- Les révolutionnaires savaient qu'une victoire finale était possible ;
- Les révolutionnaires furent de plus en plus nombreux dans les rangs de l'armée d'Artigas ;
- Artigas fut nommé colonel par la junte de Buenos Aires, alors alliée des Orientaux (mais cela n'allait pas durer) et qui supervisait les opérations sur le plan stratégique.

Quelques jours plus tard, Artigas commençait le siège de Montevideo, tandis que Venancio Benavides faisait capituler Colonia. Cependant, Artigas allait bientôt devoir affronter un nouvel adversaire autrement redoutable que les Espagnols. En effet, à la frontière nord de l'Uruguay, les troupes coloniales portugaises du Brésil se préparaient à l'offensive, officiellement pour secourir l'Espagne, mais en réalité pour s'emparer de la région. Après une résistance acharnée, et deux invasions par les troupes luso-brésiliennes, Artigas fut vaincu à la bataille de Tacuarembo en 1820 et l'Uruguay fut annexé par le Portugal et devint une province brésilienne.
Il ne recouvra son indépendance qu'en 1828, à l'issue d'une guerre de trois ans contre le Brésil qui venait aux droits du Portugal.